# Добра порада
«Добра́ пора́да» — перша україномовна газета в Катеринославі (нині Дніпро).

## Історія газети
Видавцем газети було товариство «Просвіта». Це був політичний, економічний і літературний часопис. Його стали видавати «з думкою стати на обороні інтересів цілого українського народу, котрий переважно, бодай не сказати — виключно, складається з самих селян-хліборобів…» 
Перше число побачило світ 24 лютого (9 березня за новим стилем) 1906 року. В ньому, зокрема, було надруковано історичне оповідання Андріана Кащенка «Сіркова могила» .
У другому числі «Доброї поради» (17 березня 1906 року) було надруковано статтю Л. Жигмайло (Любові Біднової) «Кріпацтво в творах Т. Г. Шевченка».
Редагував газету Микола Васильович Биков .
«Добра порада» була тижневиком. Вийшло всього чотири номери, які потім були конфісковані, а видання заборонено .